# Донецкое городище
Доне́цкое городи́ще (укр. Донецьке городище) — многослойный памятник археологии, занимающий высокий мыс правого берега реки Уды на северо-восточной окраине посёлка Покотиловка Харьковского района Харьковской области Украины и на территории Новобаварского района Харькова. Городище состоит из детинца (сохранился частично) и посада, вытянутого на полтора километра по направлению к Харькову. Наибольшую известность памятник получил как место древнерусского города Донца, куда в 1185 году бежал из половецкого плена новгород-северский князь Игорь Святославич.

## История археологического исследования

Раскопки Б. А. Шрамко. 1960 год

Первым исследователем городища выступил В. В. Пассек в 1839 году. Позже городищем заинтересовался харьковский профессор Ю. И. Морозов. Он указывал, что в 1877 году край городища обвалился в реку, обнажив несколько человеческих скелетов. В начале XX века В. И. Фавром при земляных работах были выявлены следы прилегавших к городищу посада и могильника. Небольшие археологические раскопки на Донецком городище были проведены в 1902 году В. Е. Данилевичем (при участии П. С. Уваровой) и В. А. Городцовым (при участии Н. Ф. Беляшевского, П. П. Ефименко, Д. Я. Самоквасова, В. И. Сизова, Ю. В. Готье и др.). На поселении к северу от городища были встречены хозяйственные ямы, остатки очага и несколько погребений. В 1905 году городище изучалось Н. Е. Макаренко. В 1920-х годах под руководством А. С. Федоровского проводились регулярные разведочные обследования городища, результаты одного из которых в виде доклада представил В. М. Дукельский. В 1926 году на городище были проведены небольшие раскопки. В 1929 году А. С. Федоровский произвёл охранные раскопки на территории посада, выявив ряд комплексов, связанных с ремесленным производством. Ход раскопок был запечатлён на киноплёнку. Позже в Харькове выставлялись находки, полученные при исследованиях: антропологические материалы из погребений XII—XIII веков, кости диких и домашних животных, семена культурных растений, продукция косторезных, литейных и гончарных мастерских. В 1948 году Донецкое городище обследовалось Днепровской левобережной экспедицией под руководством И. И. Ляпушкина, а в 1950 году — Северодонецкой экспедицией под началом Б. А. Рыбакова. В 1950—1954, 1958 и 1961—1962 годах экспедицией Харьковского государственного университета под руководством Б. А. Шрамко проводились разведочные изыскания, а в 1955—1957 и 1959—1960 годах были развёрнуты полноценные раскопки. В 1977—1978 годах охранные работы на городище производил А. Г. Дьяченко. В 2003 году экспедиция Харьковского национального университета во главе с В. В. Скирдой изучила ещё один участок посада. В ходе многолетних исследований на Донецком городище был получен разнообразный археологический материал в широком хронологическом диапазоне от эпохи поздней бронзы до Средневековья.

## Общая характеристика памятника

### Бронзовый век
В нижних слоях памятника в небольшом количестве были обнаружены фрагменты лепной посуды и кремнёвые изделия, характерные для срубной культурно-исторической общности эпохи поздней бронзы.

### Ранний железный век
Более многочисленные находки представлены материалами скифской эпохи раннего железного века, когда значительно усилилась угроза нападения степных кочевников на оседлое земледельческое население лесостепи. Именно в VI веке до н. э. на территории Донецкого городища сооружается первое укрепление, которое располагалось на территории детинца и на территории посада, ещё не отделённого рвом. Материалы земледельческого населения скифской эпохи представлены фрагментами лепной посуды, украшенной проколами и пальцевыми вдавлениями по краю венчика, разнообразными глиняными пряслицами, железными ножами и бронзовыми трёхгранными наконечниками стрел. По мнению ряда исследователей, в раннем железном веке на этой территории могло обитать население, которое относилось к племенам меланхленов. Основой их хозяйства было пашенное земледелие. Скифское городище просуществовало с конца VI по IV век до н. э. Следов его насильственного разрушения не зафиксировано. В наши дни считается, что в скифскую эпоху Донецкое городище играло роль убежища, где люди постоянно не жили.

### Раннеславянское время
Значительная масса артефактов на Донецком городище относится к роменской культуре VIII—X веков, которую отождествляют с летописным восточно-славянским племенным союзом северян. Раннеславянское городище было значительно меньше укрепления скифской эпохи и располагалось на территории детинца, первоначальный размер которого сейчас затруднительно установить из-за постепенного разрушения склона со стороны реки. Согласно описанию И. И. Ляпушкина, оно представляло собой естественно укреплённую площадку, неприступность которой достигалась минимально возможными средствами. Для большей безопасности склоны городищенского мыса были эскарпированы на высоту 3—5 метров. Оборонительные сооружения представлены изгородью из горизонтальных брёвен, которые были закреплены между вертикально установленными парными столбами. Возведение ограды датируется первой четвертью IX века.
Согласно выводам Б. А. Шрамко, жилища северян представлены небольшими четырёхугольными полуземлянками столбовой конструкции с двускатной крышей, которые располагались прямой линией и образовывали улицу, протянувшуюся с северо-запада на юго-восток. Хорошая сохранность некоторых из жилищ позволила археологам исследовать остатки оконных проёмов, деревянный пол и вход с облицованными деревом ступеньками в одной из построек. В центре полуземлянки под полом иногда размещался погреб, а в одном из углов располагалась глинобитная печь, вырезанная в материковой глине и завершённая глиняными конусами, необходимыми для удержания тепла. Хозяйственные постройки располагались у юго-западного края поселения. Также археологами были исследованы различные хозяйственные ямы и глинобитный однокамерный горн, предназначенный для обжига керамики.
А. Г. Дьяченко пересмотрел некоторые выводы Шрамко и установил, что стены роменских «полуземлянок» Донецкого городища на 45—65 см отстояли от края внутренних котлованов глубиной 80—125 см. В целом, славянский посёлок на детинце состоял из 25—30 подобных жилищ, выстроенных в ряд и обращённых фасадами в сторону реки.
Основная масса находок роменской культуры представлена фрагментами лепных сосудов, орнаментированных косыми насечками, зубчатым штампом и верёвочным орнаментом, реже — небольшими пальцевыми вдавлениями. Отпечатки и насечки располагаются в виде пояса из зигзагов и ёлочек. Кроме горшков были найдены и глиняные сковородки. Импортная керамика представлена фрагментами кувшинов аланского варианта салтово-маяцкой культуры, изготовленных на гончарном круге. В небольшом количестве обнаружены обломки салтовской амфорной тары. Металлические изделия роменской культуры представлены железными ножами, рыболовным крючком, наконечником стрелы, обломком топора и саблей из стали. Остатки шлаков из сыродутных горнов в роменских слоях Донецкого городища свидетельствуют об освоении местными ремесленниками полного цикла от добычи железа из руды до его обработки с целью получения различных изделий из металла. Изделия из бронзы, камня, кости и рога немногочисленны.
Местное славянское население было данниками Хазарского каганата и поддерживало торговые отношения с восточными купцами, о чём свидетельствуют единичные находки арабских монет. В обмен на лён, хлеб, меха, кожу, воск, мёд и другие товары местного производства жители Донецкого городища получали от восточных купцов дорогие ткани, стеклянные и сердоликовые украшения и т. п.
Основу хозяйства жителей городища составляло пашенное земледелие, которое дополнялось охотой и рыболовством. Постепенно здесь сформировалось поселение городского типа, которое развивалось как важный торговый и ремесленный центр. По мнению Б. А. Шрамко, в начале X века печенеги напали на город и разграбили его, после чего ушли, оставив после себя лишь пожарище. О. В. Сухобоков отнёс гибель северянского поселения к середине X века. Современные исследователи связывают это событие с восточными походами Святослава Игоревича.

### Древнерусское время
Над роменскими отложениями залегает культурный слой с находками, характерными для населения Киевской Руси. Новые поселенцы приходят на городище в XII веке, принося с собой гончарную посуду. Древнерусской керамики X — начала XI веков здесь не обнаружено. В. А. Кучкин связывает основание Донца с деятельностью переяславского князя Владимира Глебовича. О распространении христианства среди жителей города свидетельствуют находки нательных крестов из бронзы, шифера, янтаря и других материалов. Древнерусские напластования на месте Донца содержали находки фрагментов привозной керамики с зелёной и жёлтой поливой, а также обломок костяной ручки ножа с вырезанной литерой «Д». Детинец был значительно укреплён стеной из деревянных клетей, заполненных глиной и щебнем (городен). Их ширина достигала 3,8—4 метров. С внутренней стороны стены прослежены остатки пандуса, позволявшего защитникам подниматься на заборола. Жилища этого периода представлены наземными постройками и каркасно-столбовыми полуземлянками прямоугольной формы, также на территории укрепления было выявлено несколько бревенчатых строений. По мнению П. П. Толочко, на территории детинца жил посадник или воевода, подчинявшийся переяславскому князю. Б. А. Рыбаков полагал, что Донец относился к Курскому уделу Северского княжества. Основная масса городского населения проживала на посаде. Возможно, его часть считалась окольным городом, будучи обнесена защитными сооружениями. Остатки последних представляли собой вал, который был разрушен в 1929 году при прокладке автодороги.

#### Ремеслоиторговля

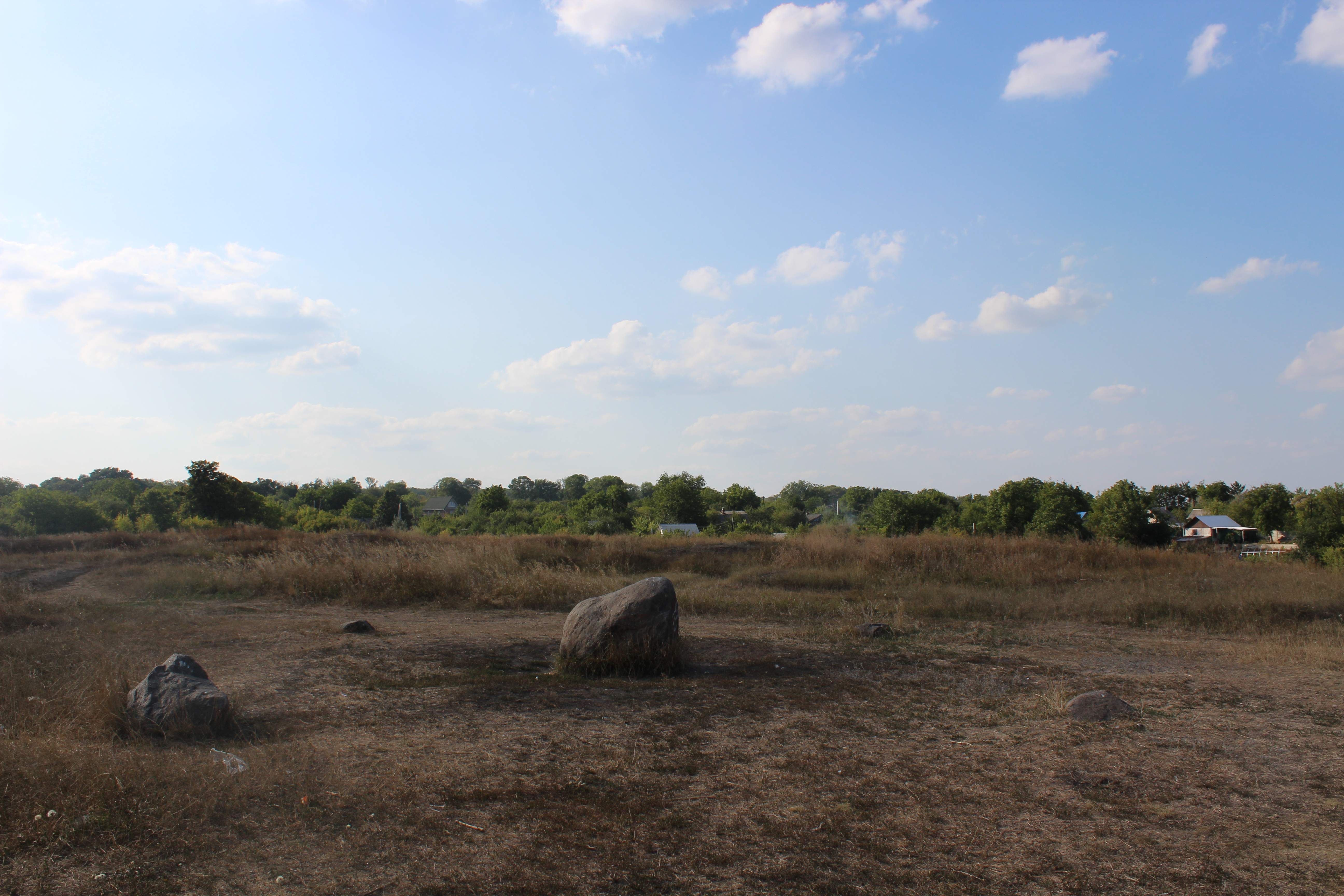
Посад в наши дни

Местные жители занимались металло- и деревообработкой, работами по камню, гончарным и косторезным производством. На городском посаде найдены шлаки, крицы, куски железной руды и обломок глиняного плавильного тигля, что говорит о производимой где-то неподалёку выплавке железа сыродутным способом. Археологами обнаружены наковальни небольших размеров, зубила, матрицы, бронзовые штампы для изготовления украшений и литейные формы, что также указывает на существование местного металлургического производства. Изделия из железа представлены гвоздями, стамесками, свёрлами, серпами, ножами, кресалами, ножницами, наконечниками стрел и другими предметами. Здешние мастера обладали высокой квалификацией: освоили поверхностную и сквозную цементацию, кузнечную сварку, закалку и отпуск.
Местные ремесленники производили на гончарном кругу качественную тонкостенную керамику, которую позже обжигали в специальных двухкамерных гончарных горнах. На территории Донецкого городища было исследовано пять таких горнов. Их продукция представлена в основном горшками, украшенными прочерченным орнаментом из линий или волн, реже — резным или отпечатками штампа. На дне некоторых горшков имелись клейма в виде трезубца. Широко представлены также кувшины, миски, кружки, небольшие чашки и прочие изделия. Помимо типичной древнерусской керамики, на Донецком городище встречены обломки сосудов, сходных с посудой чёрных клобуков.
Изделия из дерева до наших дней не сохранились, но имеются находки инструментов для деревообработки. Изделия из камня представлены шиферными пряслицами, точильными брусками, литейными формами, игрушками и жерновами. На Донецком городище встречены жернова из зювита, изготовленные в Побужье.
Особых успехов жители Донца достигли в обработке кости и рога. На территории городища найдены костяные ручки от ножей, гребни, пуговицы, игральные кости, пряжки, детали луков, застёжки от колчанов и другие предметы. Археологами исследовано несколько косторезных мастерских, работники которых могли производить сверление, обработку заготовок на токарном станке с лучковым приводом и нанесение орнамента стальными резцами. Часть продукции донецких косторезов шла на продажу в соседние районы. По мнению С. А. Плетнёвой, некоторые находки костяных изделий свидетельствуют об оживлённых связях горожан с половцами.
Город Донец имел статус важного торгового центра, что отражается в характере археологического материала. Обнаружено большое количество находок, которые имеют импортное происхождение или сделаны из привозного сырья. К таковым относятся различные изделия из стекла и янтаря, а также бронзовое зеркало из Средней Азии.

#### Земледелие и животноводство

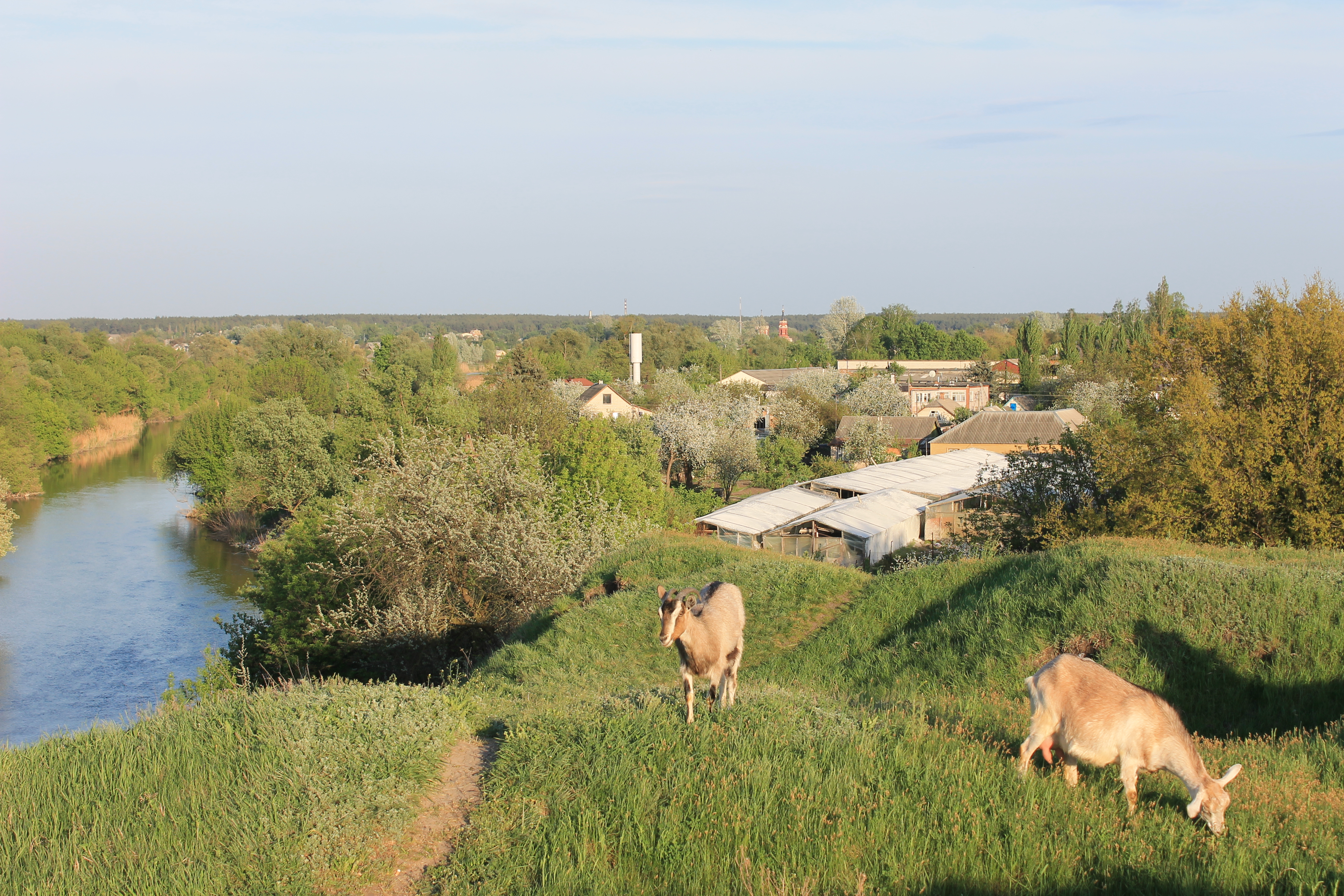
Вид в сторону Покотиловки

Значительная часть жителей Донца была занята в сельском хозяйстве, о чём свидетельствуют археологические материалы. На территории городища в большом количестве обнаружены хозяйственные и зерновые ямы, на дне которых археологам удалось обнаружить остатки обуглившихся зёрен. Отпечатки растений обнаружены и на керамических изделиях. Изучение отпечатков зёрен и заполнения ям говорит о том, что местные жители выращивали мягкую и твёрдую пшеницу, овёс, ячмень, просо, рожь, гречиху, горох, лён и мак.
На городище обнаружено большое количество сельскохозяйственных орудий труда: железные серпы и оковки деревянных лопат, косы-горбуши. Обнаружены каменные жернова для грубого помола муки. Местные жители разводили лошадей, коров, овец, коз и свиней, что фиксируется по остеологическим материалам. Также в древнерусских слоях обнаружены кости кур и домашнего гуся.

#### Охота и рыболовство
Охота и рыболовство у местного населения носили вспомогательный характер. На территории городища были найдены кости лося, благородного оленя, косули, медведя, дикого кабана, зайца, бобра, волка, лисицы, белки, куницы, хорька и различных мелких грызунов.
Археологами были обнаружены кости серой утки, кряквы, широконоски, шилохвости, гоголя обыкновенного, чирка-трескунка, белоглазого нырка, чернети морской, а также глухаря, цапли и орла. Изобилие водоплавающей птицы в окрестностях Донца подтверждается и «Словом о полку Игореве», где имеется упоминание о том, как князь Игорь Святославич питался во время бегства из половецкого плена:
А Игорь князь поскочи гърностаемъ
къ тростiю и белымъ гоголемъ на воду, въвьржеся
на бързъ комонь, и скочи съ него босымъ вълкомъ,
и потече къ лугу Донця, и полете соколомъ подъ мьглами,

избивая гуси и лебеди завтроку, и обеду, и ужинеСлово о полку Игореве: сборник. — Л.: Советский писатель, 1985
Местные реки в древнерусское время изобиловали рыбой. На городище археологи обнаружили большое количество костей и чешуи разных рыб: щуки, окуня, карася, плотвы, сома, осетра, леща, краснопёрки, линя, сазана, язя, вырезуба и голавля. Орудия рыбной ловли представлены всевозможными крючками из кости и металла, острогой, глиняными грузилами для сетей.

#### Монголо-татарское нашествие

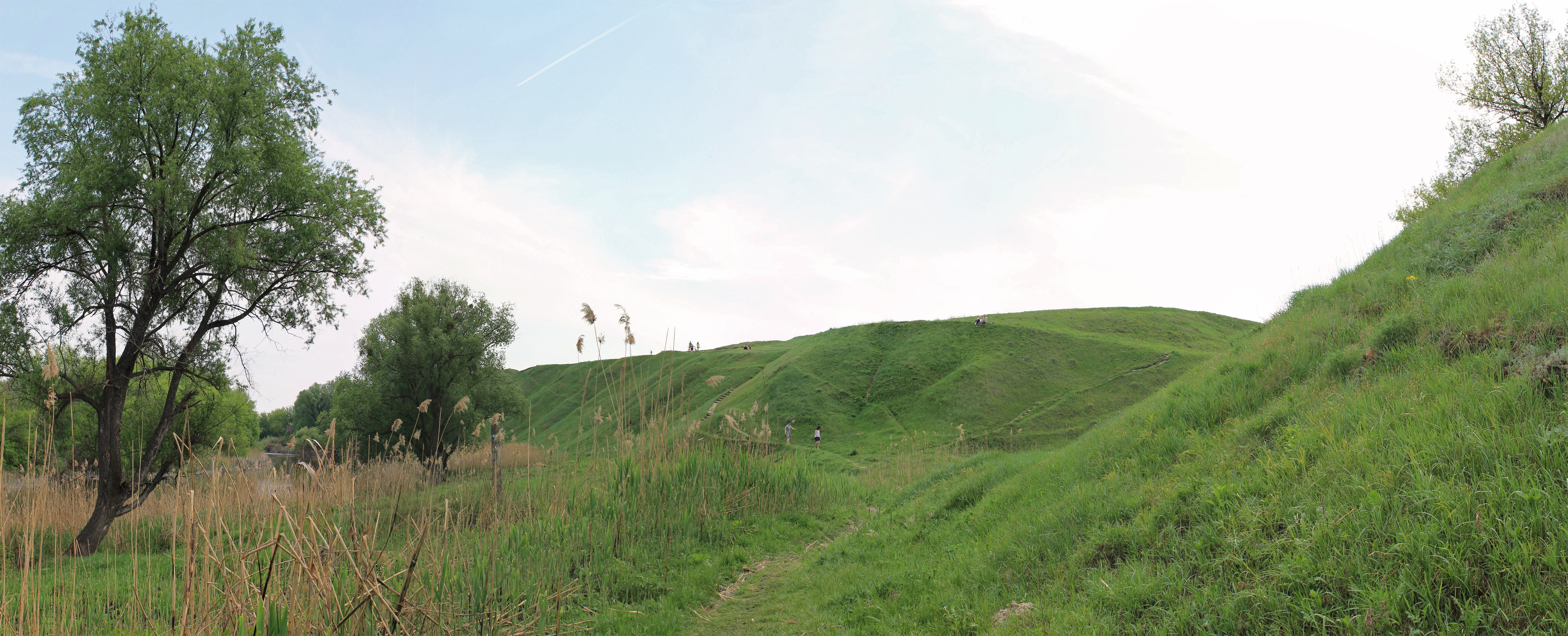
Городище со стороны реки

В 30-х годах XIII века начинается монголо-татарское нашествие на русские княжества. Упорное сопротивление войска Батыя встретили на южных границах Киевской Руси у стен Чернигова и Переяславля, которые имели мощные укрепления из нескольких оборонительных линий, но после длительной осады монголо-татарские войска взяли города и после грабежа разрушили их.
Донец не имел столь мощных укреплений и не мог противостоять столь грозному врагу, который своими стенобитными и метательными орудиями разрушал деревянные и каменные стены крепостей. Местные жители бежали до прихода вражеских войск и, скорее всего, пополнили гарнизон столицы княжества. Стараясь не оставлять у себя в тылу пунктов, которые могли бы послужить опорой для ударов с тыла, монголо-татарские войска сожгли город. Впрочем, обнаруженные археологами человеческие останки со следами травм заставляют усомниться в том, что Донец удалось покинуть всем горожанам.

#### Донец и Харьковское городище

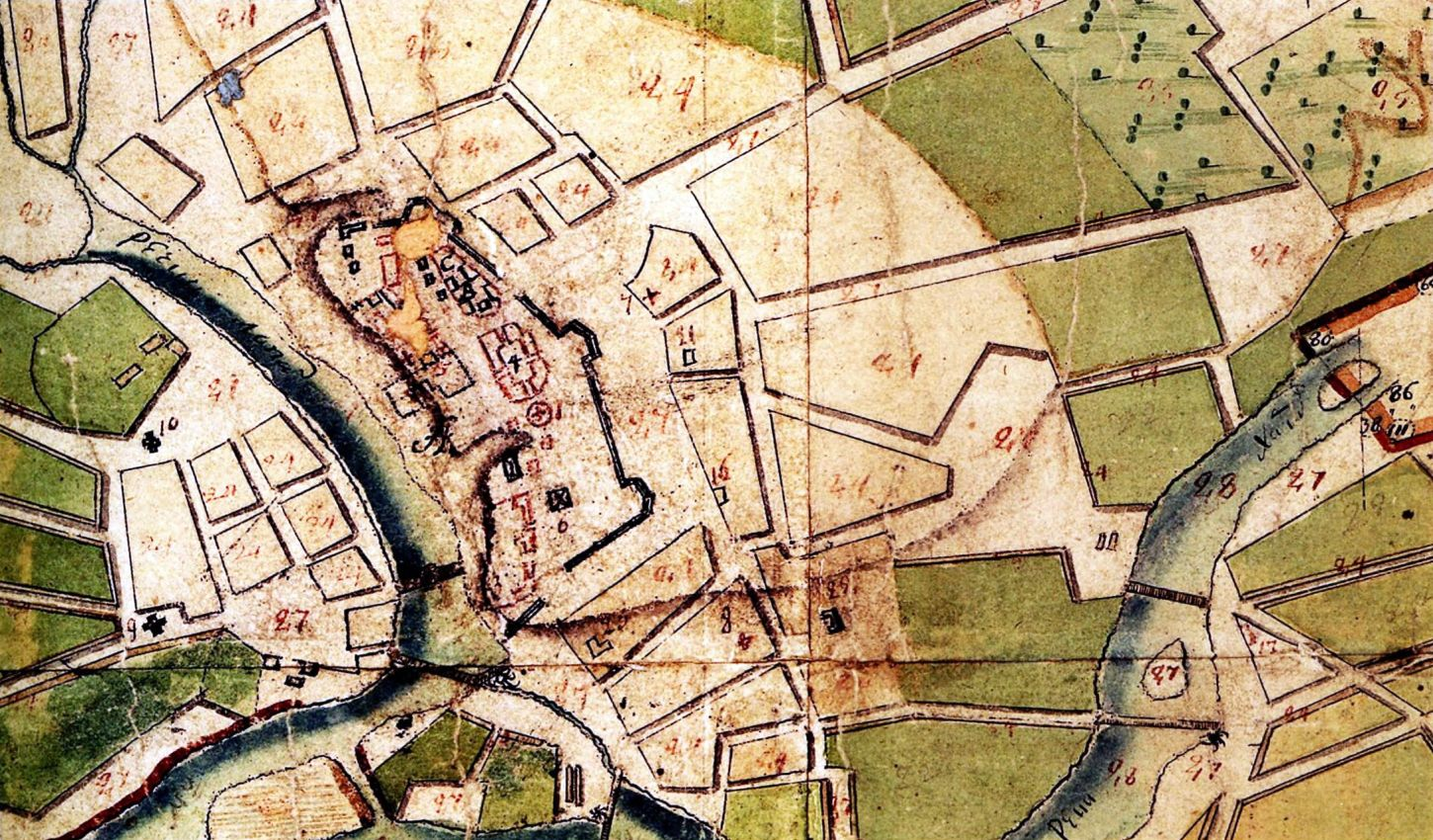
Харьковская крепость в XVIII веке. РГАДА

После разорения Донец постепенно возродился. По мнению В. И. Кадеева, на это указывают найденные Б. А. Шрамко фрагменты красноглиняной поливной посуды, ныне хранящиеся в археологическом музее Харьковского университета, которые могут датироваться XIII—XIV веками. Тем не менее, город явно уменьшился в размерах, а опустевшая часть посада была превращена в кладбище. Окончательное запустение Донца случилось в XV веке.
В то же время в нескольких километрах от старого города, на современной Университетской горке, возникает новое поселение. Его остатки были обнаружены А. С. Федоровским в 1928 году. Раскопки на улицах Квитки-Основьяненко и Рымарской в Харькове позволили датировать это поселение XIII—XIV веками. В 1986 году археолог Ю. В. Буйнов встретил древнерусскую керамику, проводя шурфовку на площади Конституции. Неподалёку, на Павловской площади, археологи выявили следы могильника времён Золотой Орды. В XVII веке строительство Харьковской крепости начнётся именно на этом месте — на Харьковском городище.

## Письменные источники

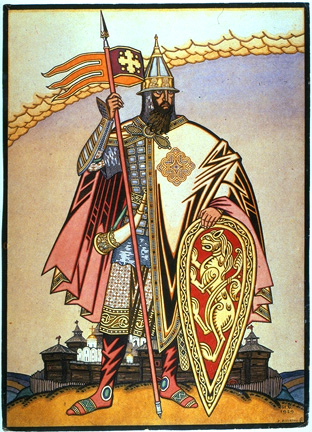
Картина И. Я. Билибина «Князь Игорь»

Некоторые исследователи пытались отождествить с Донецким городищем летописный половецкий город Шарукань. Большинство учёных ассоциируют Донецкое городище с древнерусским Донцом, первое упоминание содержится в Ипатьевском летописном своде (см. Киевская летопись). Под 1185 годом автор повествует о неудачном походе новгород-северского князя Игоря Святославича на половцев и полном поражении русских дружин в бою. Игорь, его брат Всеволод Святославич, князь Курский и Трубчевский, и сын Владимир Игоревич попали в плен. Из плена удалось убежать только Игорю. В течение одиннадцати дней он пешком добирался от половецких стойбищ, расположенных на берегах реки Тора, до крайнего со стороны половецкой степи русского города Донца:
Се же избавление створи Господь въ пятокъ въ вечеръ. И иде пеш 11 денъ до города Донця, и оттоле иде во свои Новъгородъ, и обрадовашася ему
Донец упоминается в литовском «Списке городов Свидригайла» (1432 год) как «Donyesk cum multis districtibus» («Донеск со многими волостями»). В составе Путивльского повета Киевского воеводства существовала Донецкая волость. Граница Великого княжества Литовского с Золотой Ордой проходила тогда «уверхъ Сомора и уверхъ Ория ажъ до Донъца, а от Донъца — по Тихую Сосну».
В XVI веке город фигурировал в крымско-литовской дипломатической переписке как Донецъ (1507, 1514, 1517, 1532), Донець (1513), Дꙋнеч (1520), Донаш (1535, 1541). В середине столетия в бассейне Северского Донца промышляли казачьи отряды, возглавляемые атаманами: Елкой, Лопырем, Яковом Капустой и Мишкой Черкашенином. Позднее донецкие и оскольские казаки участвовали в заселении новопостроенных Белгорода, Оскола, Валуек и Царёва-Борисова. В росписях сторожевых пунктов и станичных разъездов, установленных в 1571 году царём Иваном IV Грозным для защиты от нападения степных кочевников на русские земли, отмечаются Донецкое и Хорошевское городища:
Да вниз по реке Удам через Павлово селище к Донецкому городищу, да к Хорошеву городищу через Хорошев колодезь.
Более точное расположение Донецкого городища указано авторами Книги Большому Чертежу в редакции 1627 года:
А по левой стороне вверх по Удам, выше Хорошего городища, Донецкое городище, от Хорошего верст с пять.

А выше Донецкого городища, с правой стороны, впала в Уды речка Харькова, от городища с версту; а в Харькову пала речка Лопина.
Таким образом, во второй половине XVI—XVII веках Донец уже не был обитаем и представлял собой городище. Что касается происхождения его названия, то многие историки начиная с XIX века (в частности, Д. П. Миллер и Д. И. Багалей) считали современный Донец древним Доном. Б. А. Рыбаков уже в XX веке доказал, что Доном, или Великим Доном, в древнерусское время называли современный Северский Донец и нижнее течение Дона. Современную реку Уды, на берегу которой расположено Донецкое городище, называли Донцом, или Малым Донцом, что и дало название поселению. Сам гидроним Донец имеет ираноязычное происхождение (от иранского корня *dānu-: авест. dānu «река», др.-инд. dānu «капель, роса, сочащаяся жидкость»), которое связывают с племенами срубной культурно-исторической общности эпохи поздней бронзы.

## Современность
В XVIII веке рядом с городищем было основано село Карачёвка (с 1959 — часть Покотиловки). На военно-топографической карте Ф. Ф. Шуберта городище обозначено как «Урочище городище Донецкое», близ которого (в районе нынешнего Покотиловского лицея № 2) располагался хутор Щербачевой. В 1954 году часть посада была отдана под застройку. Сейчас там располагаются садовые товарищества «Коксовик» и «им. Мичурина», а также часть жилой застройки посёлка Победа (Филипповка) Новобаварского района Харькова.
Ежегодно 16 сентября на территории Донецкого городища представителями организации «Патриот Украины» проводился праздник памяти предков, который собирал большое количество зрителей из числа местных жителей. В конце 2000-х годов руководителями города и области было запланировано строительство мемориального комплекса в непосредственной близости от памятника, где раньше располагалась свалка бытового мусора. В ходе подготовительных работ произошло повреждение культурного слоя городища.
В наше время Донецкое городище вместе с посадом представляет собой памятник археологии и истории национального значения. Любое незаконное произведение раскопок, разведок или иных земляных работ на территории Донецкого городища карается в соответствии со статьёй 298 Уголовного кодекса Украины. Памятник также является важным туристическим объектом, который регулярно посещают местные жители и гости города и области. Также определённой традицией стала встреча выпускниками Карачёвской средней школы и Покотиловского лицея «Промінь» рассвета на территории городища.

## Галерея

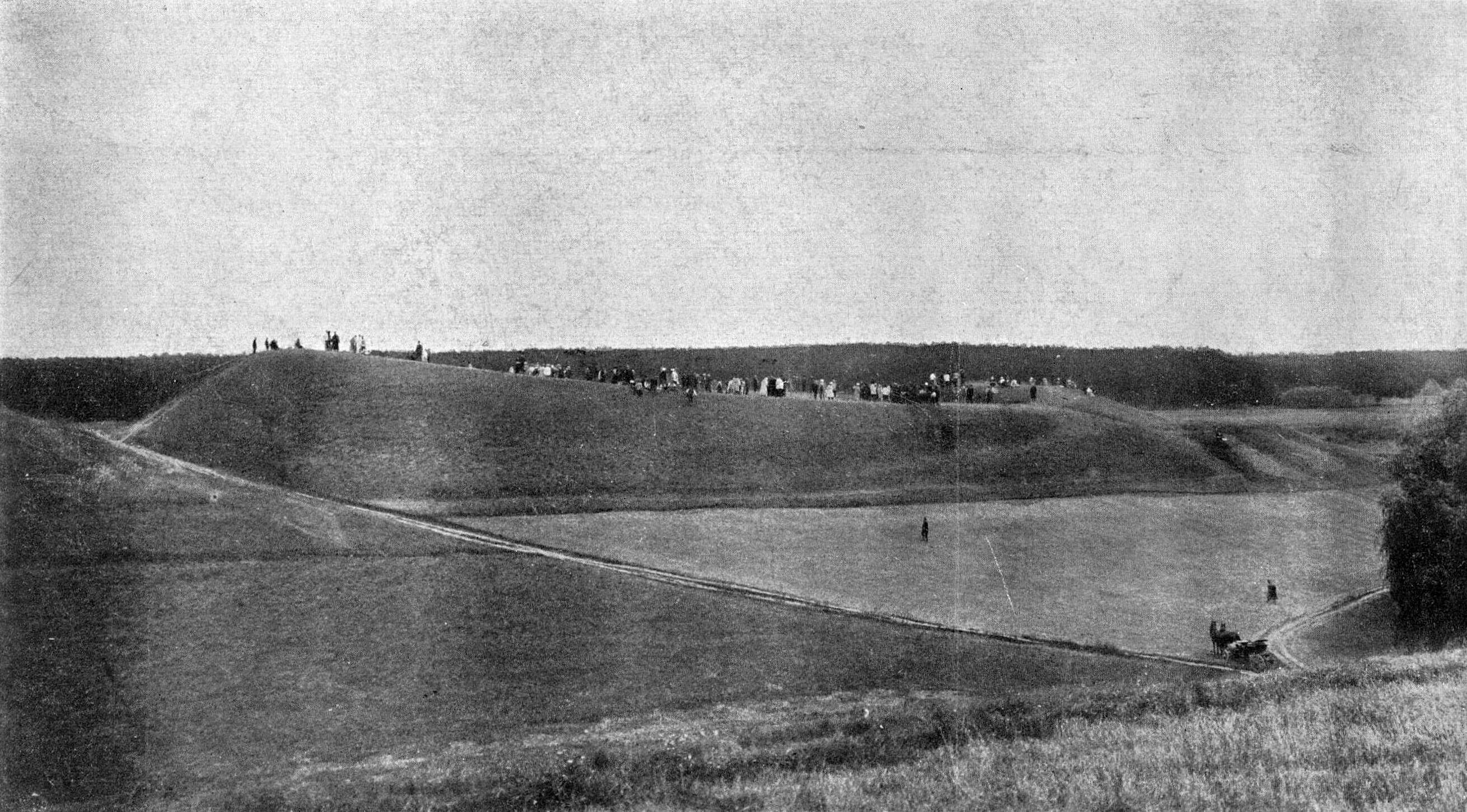
Городище во время XII Археологического съезда (1902)
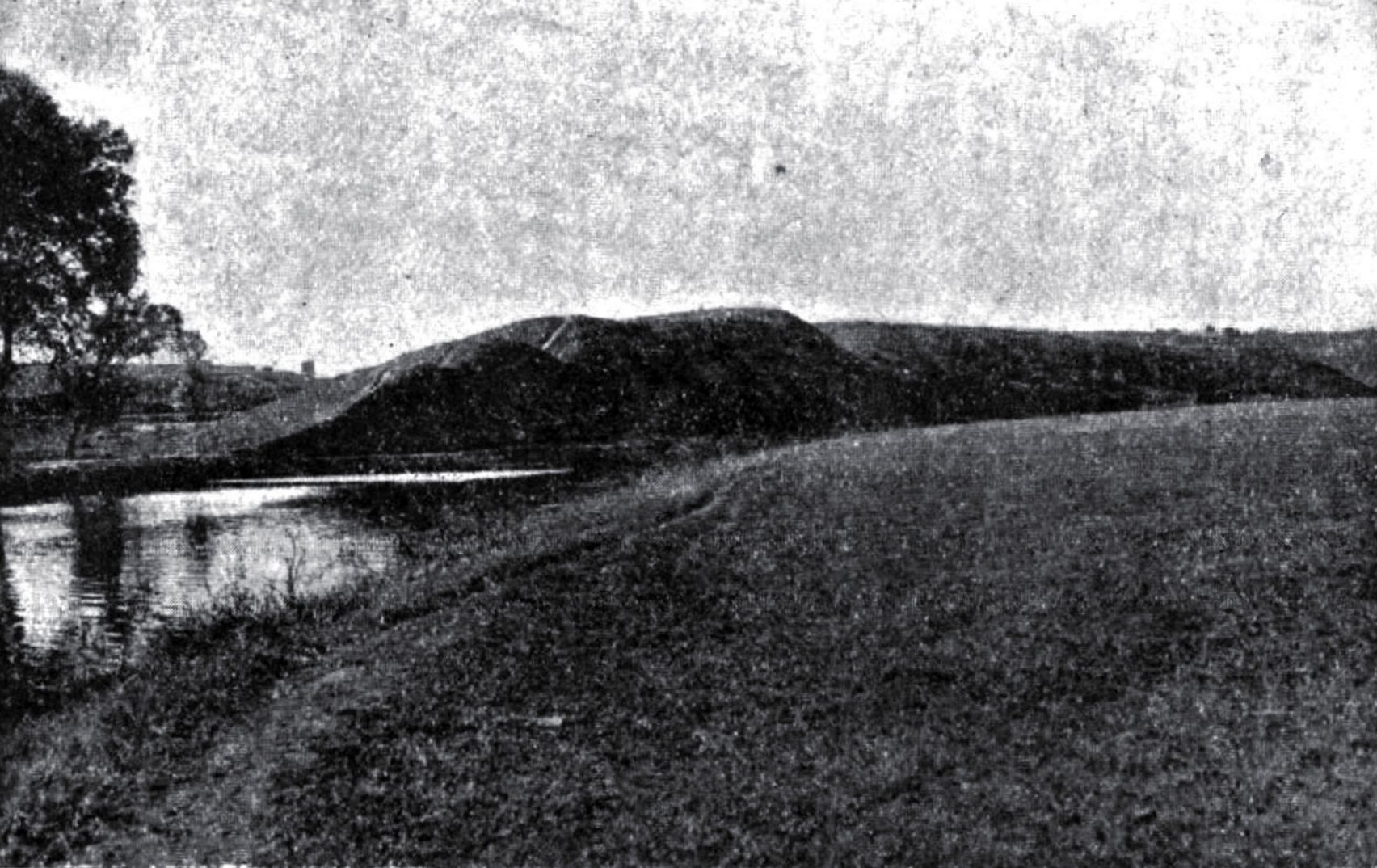
Городище перед раскопками А. С. Федоровского (1929)
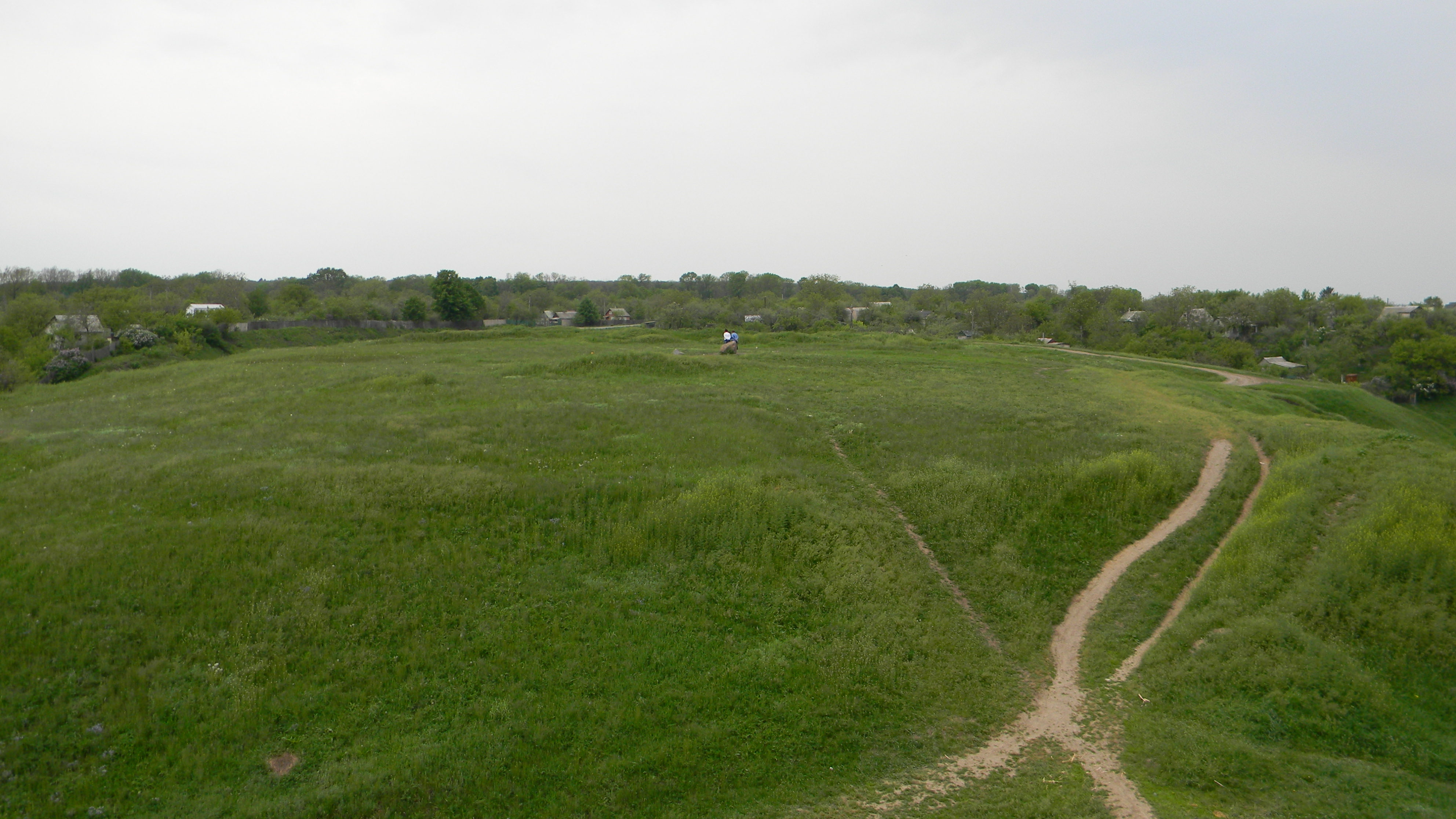
Посад Донецкого городища (2011)
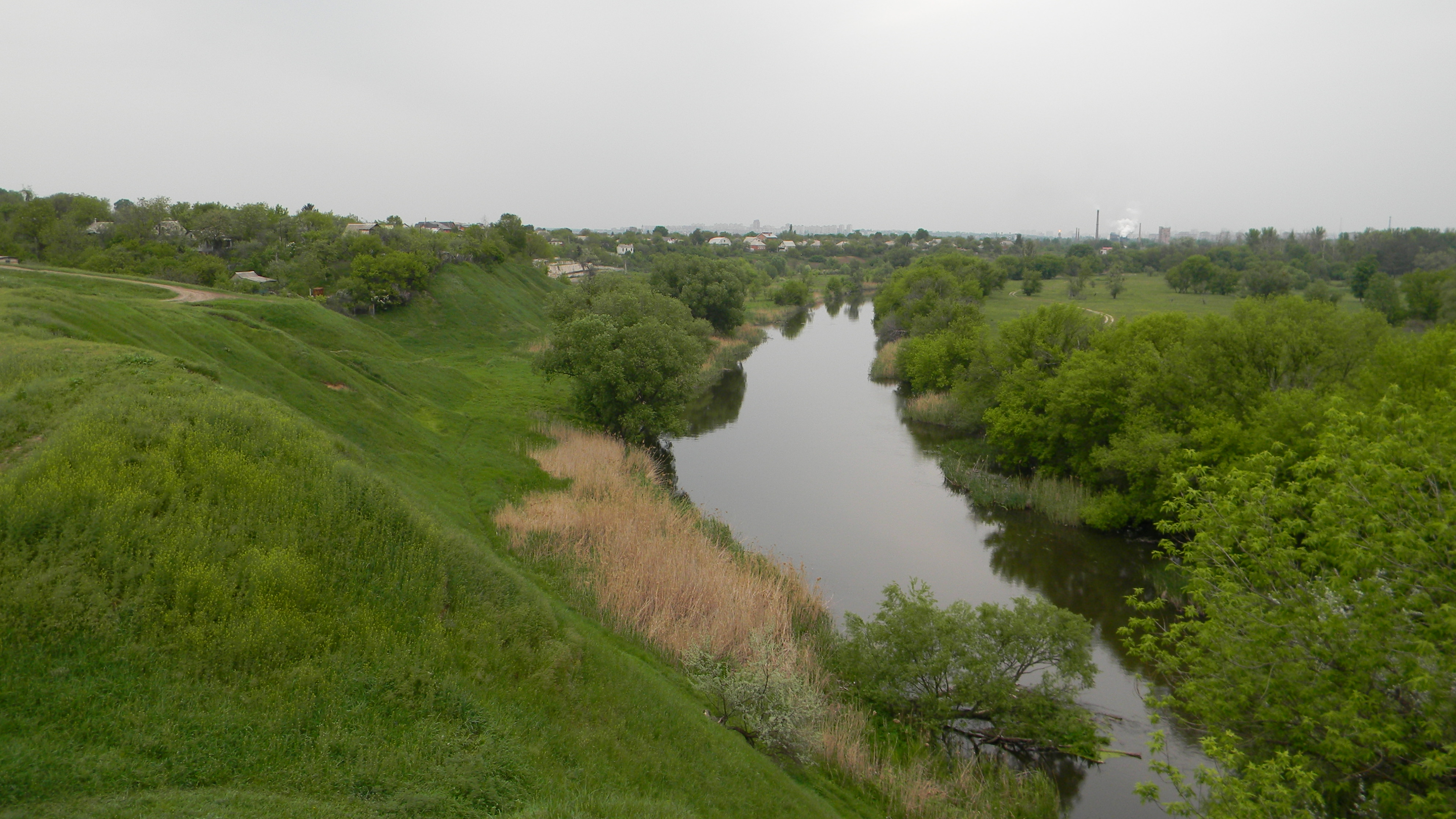
Река Уды и вид на Харьков (2011)
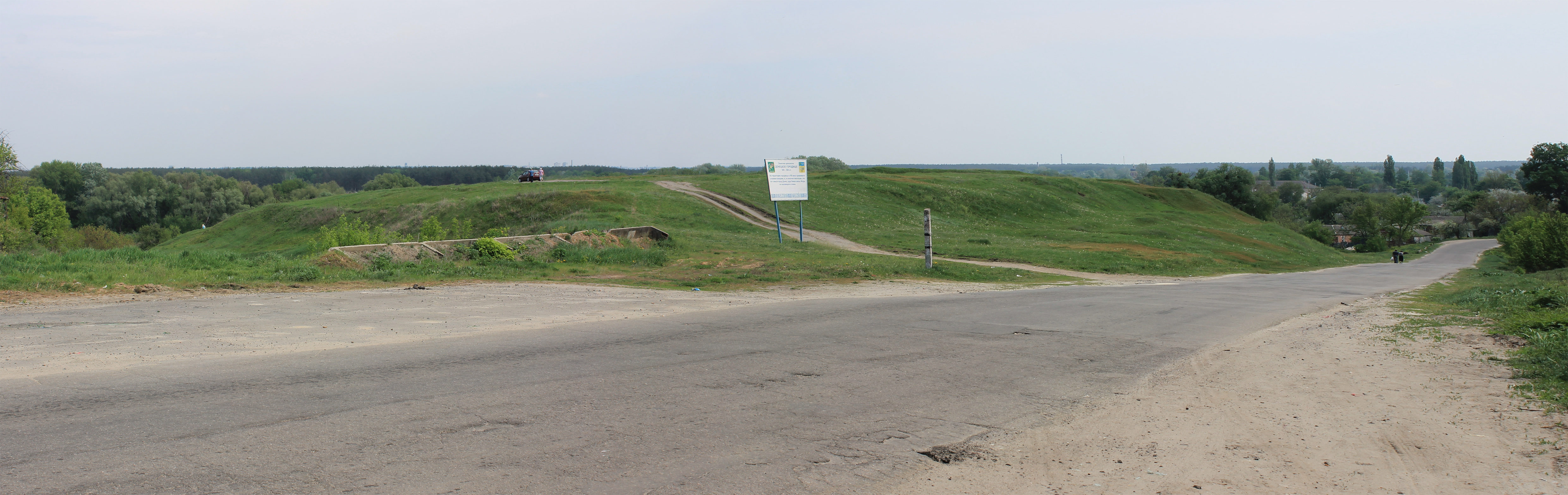
Вид городища со стороны Харькова (2013)
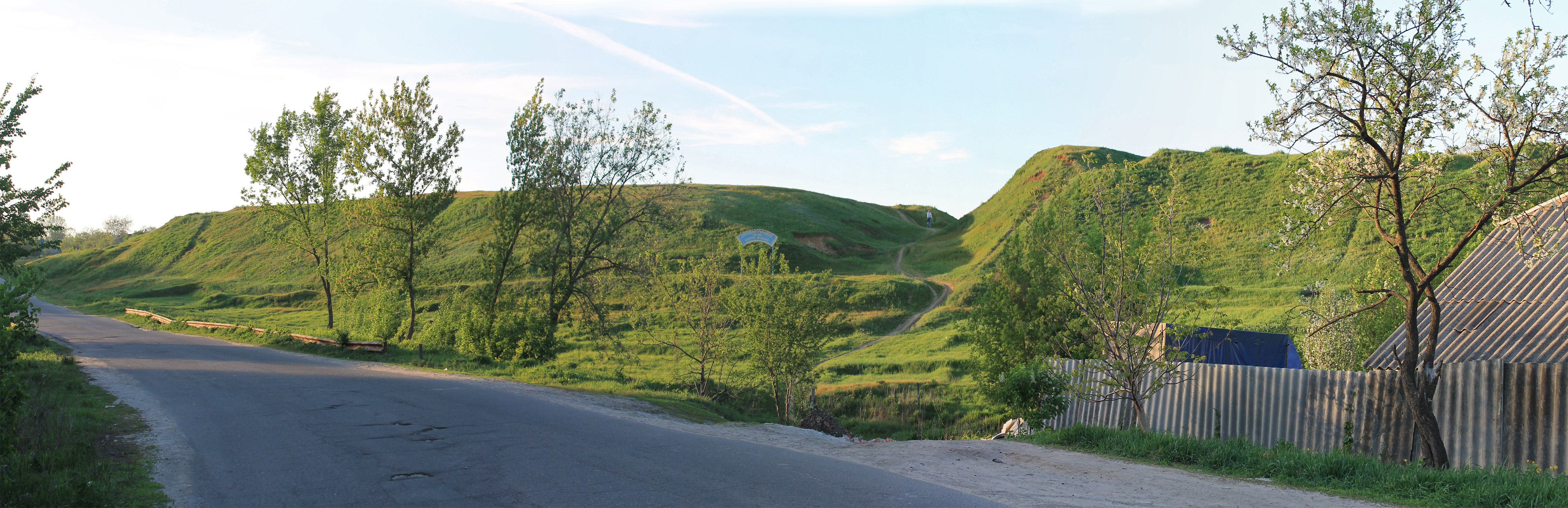
Вид городища со стороны Покотиловки (2013)